# Resolució 1584 del Consell de Seguretat de les Nacions Unides
La Resolució 1584 del Consell de Seguretat de les Nacions Unides fou adoptada per unanimitat l'1 de febrer de 2005. Després de recordar les resolucions 1528 (2004) i 1572 (2004) sobre la situació a Costa d'Ivori el Consell, en virtut del Capítol VII de la Carta de les Nacions Unides, va enfortir un embargament d'armes contra el país.

## Resolució

### Observacions
El Consell de Seguretat va assenyalar que, malgrat els diversos acords polítics, les hostilitats s'havien reprès a Costa d'Ivori en violació de l'acord d'alto el foc de maig de 2003. Els esforços en curs de la Unió Africana i la Comunitat Econòmica dels Estats de l'Àfrica Occidental (ECOWAS) per establir la pau i l'estabilitat van ser elogiats. Va assenyalar que la situació al país continuava representant una amenaça per a la pau i l'estabilitat internacionals a la regió.

### Actes
El Consell de Seguretat va reafirmar l'embargament d'armes contra Costa d'Ivori. L'Operació de les Nacions Unides a Costa d'Ivori (UNOCI) i les forces franceses van ser autoritzades a vigilar l'execució de l'embargament en cooperació amb un grup d'experts, la Missió de les Nacions Unides a Libèria i la Missió de les Nacions Unides a Sierra Leone i els governs, i disposarien dels articles que violessin l'embargament. A més, es va demanar a les forces franceses que oferissin assistència de seguretat a la UNOCI.
La resolució exigia que les parts de Costa d'Ivori proporcionessin un accés sense restriccions a les forces franceses i de l'UNOCI, demanant als dos que informessin de les dificultats per implementar llurs mandats. Es va demanar al secretari general Kofi Annan que establís un grup de tres experts durant sis mesos per examinar la informació recollida per les forces franceses i UNOCI, Costa d'Ivori i els països regionals sobre el flux d'armes i altra informació. Mentrestant, es va instruir al Govern de Costa d'Ivori i les Forces Nouvelles de Côte d'Ivoire a establir una llista d'armament en el seu poder en un termini de 45 dies.
Finalment, el Consell va expressar la seva preocupació per l'ús i el reclutament de mercenaris en ambdós bàndols, i va demanar el final de la pràctica.